# Абдраимов, Ишембай Абдраимович
Ишембай Абдраимович Абдраимов (18 марта 1914, с. Бос-Больтек (ныне Аламудунского района Чуйская область, Кыргызстан) — 2001, Бишкек) — киргизский и советский лётчик, заслуженный пилот СССР. Первый киргизский национальный пилот. Один из зачинателей киргизской гражданской авиации.

## Биография
Киргиз, сын крестьянина, рано остался без отца. По путёвке комсомола поступил в Ташкентскую лётную школу. В 1933 году на лёгком биплане У-2 и двухмоторном пассажирско-транспортном самолёте Ли-2 проложил многие авиамаршруты по высокогорным районам Киргизии.
Участник Великой Отечественной войны. Сражался лётчиком в составе 62-го гвардейского отдельного авиационного полка 16-й воздушной армии 1-го Белорусского фронта, на его счету 155 боевых вылетов.
После окончания войны без отрыва от производства окончил Ордена Ленина Академию Гражданской авиации в г. Ленинграде по специальности «инженер-пилот».
За 50 лет трудового стажа, из которых — 41 год лётной работы, прошёл путь от рядового пилота до начальника Киргизского управления гражданской авиации. Налетал свыше 17 000 часов. Освоил 16 типов воздушных судов. Пилот № 1 Киргизии. В течение 25 лет был шефом-пилотом первых руководителей республики.
По его инициативе и содействии в 1973 году было открыто Фрунзенское авиационно-техническое училище гражданской авиации, впоследствии переименованное в авиационный колледж имени И. Абдраимова.
Автор около 50 статей, трёх книг «Стальные птицы над Ала-Тоо», «Полвека в небе Киргизии», «Полёты продолжаются» о развитии и становлении Гражданской авиации Киргизии. Эти книги вошли в историю киргизского независимого государства и сейчас являются настольным учебным пособием историков, авиаторов Кыргызстана и особенно преподавателей и курсантов Киргизского авиационного колледжа имени И. Абдраимова, названного в его честь 18 марта 1994 года постановлением Правительства Киргизской Республики.

## Награды и звания
- Награждён восемью орденами и семнадцатью медалями СССР
- 10-ю Почётными Грамотами
- 7-ю Грамотами Верховного Совета Киргизской ССР
- Заслуженный работник транспорта Киргизской Республики
- Знак «Отличник Аэрофлота» (дважды).

## Память
- Именем И. Абдраимова назван Киргизский авиационный колледж, улица в Бишкеке, самолёт Боинг 737-400 авиакомпании «Air Kyrgyzstan».
- В честь И. Абдраимова установлена мемориальная доска на доме в Бишкеке, где он жил.
- Министерство транспорта и коммуникаций Кыргызстана и Агентство Гражданской авиации КР к 95-летию со дня рождения И. Абдраимова и 75-летию со дня образования Киргизской гражданской авиации выпущена в обращение марка с его изображением.
- Кыргызский Авиационный Институт назван в его честь